# Четверо в одной шкуре
«Четверо в одной шкуре» («арм. Չորսը նույն մորթու մեջ») — советский сатирический фильм 1963 года режиссёра Генриха Маркаряна снятый на киностудии «Арменфильм».

## Сюжет
Высмеивающие бюрократизм и канцелярщину четыре короткометражные сатирические новеллы — фельетоны:
«Дело о любви». Борис и Эмма собираются пожениться. Но отец Эммы педант, на всё у него заведено дело, и его в первую очередь интересуют документы молодого человека. Проверив паспорт, он стал требовать справки и объяснительные записки. Наконец он подшивает к делу справку из загса.
«Маменькин сынок». На пляже мамочка так оберегает своего сына, что устанавливает палатку, чтобы огородить его от людей и от солнца. Палатка среди пляжной толпы, напоминающая склеп, могла бы стать идеальным местом для зарождения нового бюрократа. Но непоседливая детвора срывает палатку и весёлым гамом увлекает затворника в свои игры.
«Обманутое доверие». Арно хороший студент и активный общественник. Но вот однажды у него куда-то запропастился комсомольский билет. Секретарь комсомольской организации, который ранее всюду выдвигал Арно, пугается за свою карьеру. Для перестраховки он снимает со стенгазеты статью об успехах Арно.
«Чернильница». Сатик надеется, что новый начальник займётся его рацпредложением. Но тот только делал вид, что изучает новшество, когда Сатик объясняет ему суть дела, рисуя на бумаге какие-то пустяки. В порыве гнева Сатик выливает чернила из чернильницы на начальника, но бюрократ с чернильной душой даже не замечает этого.

## В ролях
- Валентин Кулик — Борис
- Белла Масумян — Эмма
- Арчил Гомиашвили — отец Эммы
- Гайк Данзас — Погос
- Изабелла Данзас — Зара
- Валерий Безручко — Арно
- Елена Корнилова — жена Арно
- Валентина Куценко — мама
- В. Погорельцева — Сатик

## Критика
Киновед С. Г. Асмикян резко раскритиковал фильм как не заслуживающий внимания, отмечая, что при интригующем названии фильм имел поверхностный сценарий и не получился, столкнувшись «о стену полной профессиональной беспомощности», критик писал, что «в нём отсутствует достоверность, образность», при этом создатели идут «по линии проторенной сюжетной схемы».